# Меркуши (Пижанский район)
 Меркуши  — деревня в Пижанском муниципальном округе Кировской области.

## География
Расположена на расстоянии примерно 10 км по прямой на юго-восток от села Воя.

## История
Известна с 1873 года, когда здесь (починок Меркушин) отмечено дворов 5 и жителей 67, в 1905 (деревня Меркушино или Кокушка) 4 и 35, в 1926 (деревня Меруши или Кукушка) 9 и 60, в 1950 10 и 40, в 1989 было учтено 7 постоянных жителей. До 2020 года входила в состав Войского сельского поселения до его упразднения.

## Население
Постоянное население составляло 2 человека (русские 100%) в 2002 году, 2 в 2010.